# Бучумени (Дамбовица)
Бучумени (рум. Buciumeni) насеље је у Румунији у округу Дамбовица у општини Бучумени. Oпштина се налази на надморској висини од 475 m.

## Становништво
Према подацима из 2002. године у насељу је живело 4652 становника, од којих су сви румунске националности.

### Хронологија
| Година       | 1992 | 1993 | 1994 | 1995 | 1996 | 1997 | 1998 | 1999 | 2000 | 2001 | 2002 | 2003 | 2004 | 2005 | 2006 | 2007 | 2008 | 2009 | 2010 | 2011 | 2012 | 2013 | 2014 | 2015 | 2016 | 2017 |
| ------------ | ---- | ---- | ---- | ---- | ---- | ---- | ---- | ---- | ---- | ---- | ---- | ---- | ---- | ---- | ---- | ---- | ---- | ---- | ---- | ---- | ---- | ---- | ---- | ---- | ---- | ---- |
| Становништво | 5092 | 5067 | 5033 | 5036 | 5008 | 4986 | 4936 | 4888 | 4861 | 4856 | 4847 | 4825 | 4786 | 4764 | 4727 | 4735 | 4714 | 4695 | 4672 | 4665 | 4651 | 4616 | 4564 | 4528 | 4504 | 4477 |